# Steinkirchen (Reichertshausen)
Steinkirchen (auch Steinkirchen an der Ilm), bis 1974 Sitz der gleichnamigen selbstständigen Gemeinde, ist ein Pfarrdorf und Ortsteil der Gemeinde Reichertshausen im oberbayerischen Landkreis Pfaffenhofen an der Ilm.

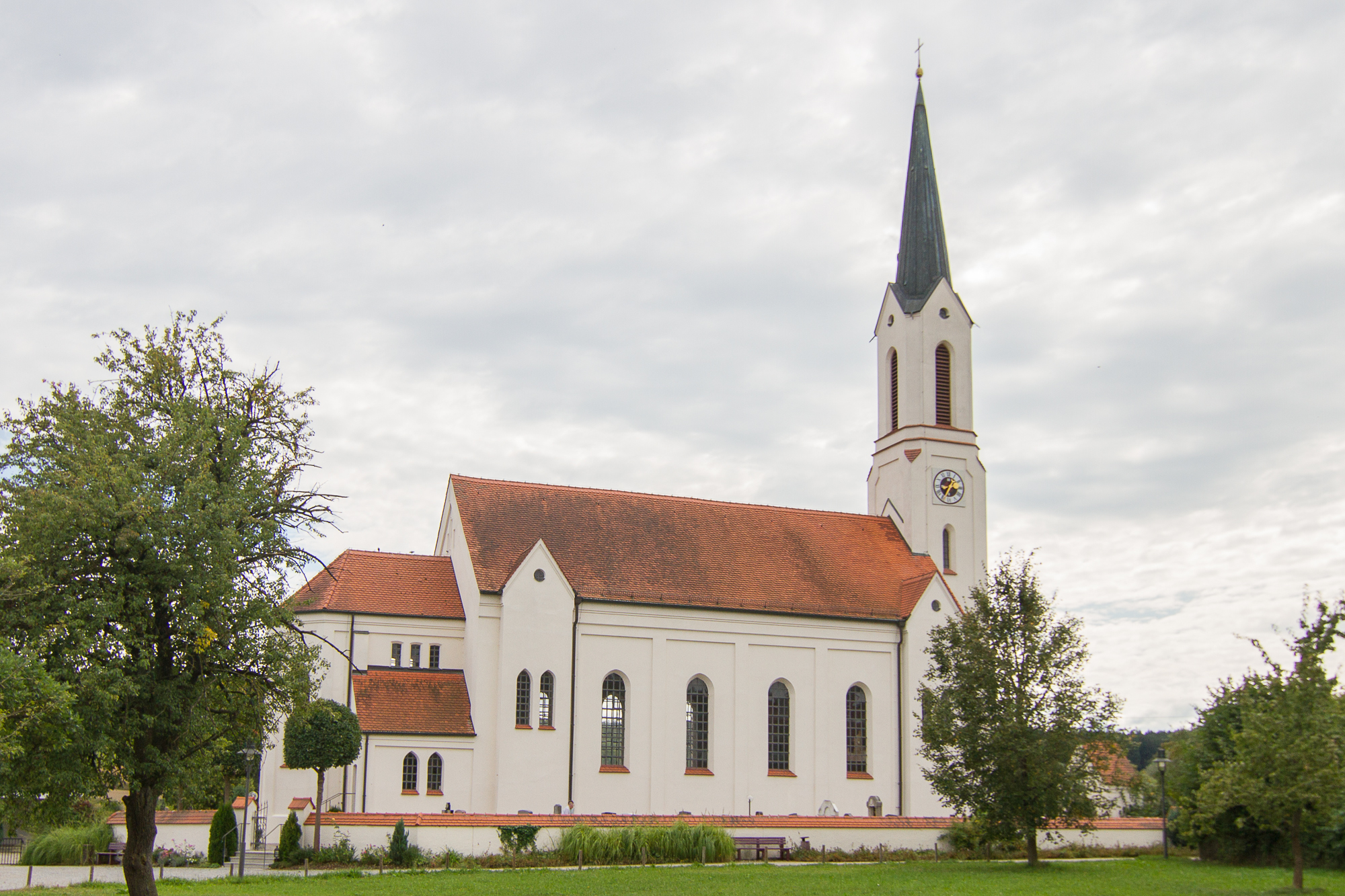
Kirche St. Anna

## Geographische Lage
Steinkirchen liegt links der Ilm in der Aue und auf dem Unterhang des Flusstales.

## Geschichte
Im Jahr 1818 wurde Steinkirchen mit dem zweiten Gemeindeedikt Sitz einer Ruralgemeinde (ab 1835: Landgemeinde), zu der neben Steinkirchen an der Ilm auch die Orte Frechmühle und Lampertshausen gehörten. Die überwiegenden Gebietsteile der aufgelösten Gemeinde mit dem Hauptort Steinkirchen kamen am 1. April 1975 nach Reichertshausen. Die Einöde Frechmühle und das Kirchdorf Lampertshausen kamen zur Gemeinde Jetzendorf.

## Sehenswürdigkeiten
Die katholische Pfarrkirche St. Anna ist eine verputzte Saalkirche mit Lisenengliederung, eingezogenem Polygonalchor und westlichem, sich nach oben verjüngendem Fassadenturm mit Spitzhelm, Langhaus mit offenem Dachstuhl und Chor mit Kreuzgratgewölbe, romanisierend-gotisierend seit der Umgestaltung in den Jahren 1856/57. Steinkirchen ist ein eigener Pfarrort.
Siehe auch: Liste der Baudenkmäler in Reichertshausen#Weitere Ortsteile